# Эльбогензе
Эльбогензе (нем. Ellbogensee) — озеро Мекленбургской долины в Германии, в 16 км южнее Нойштрелица.
Большая часть Эльбогензе лежит в районе Мекленбургской долины в земле Мекленбург-Передняя Померания, а южно-восточный берег — в земле Бранденбург. Озеро размером 3,50 км (длина) на 350 м (ширина), площадью 1,55 км². Высота над уровнем моря — 54 м. Глубина варьируется от 5 до 17 м, глубочайшая точка находится в северной части между Приперт и Штрасен.
Находится неподалёку от города Везенберга.

## Гидроним
Озеро формой напоминает согнутую в локте руку, отчего и получило название.

## Отдых
Через озеро проходит Хафель, соединяя Эльбогензе с Большими Припертскими озёрами и Эльбой. По реке осуществляется судоходство. Рядом с озером гостиницы принимают постояльцев, желающих провести выходные или свободное время на природе: пешие и велосипедные прогулки, плавание, местная кухня; в холодные сезоны предусмотрено специальное питание и спа-процедуры. Любители порыбачить имеют шансы выудить сома, карпа, лососёвых.

## Галерея

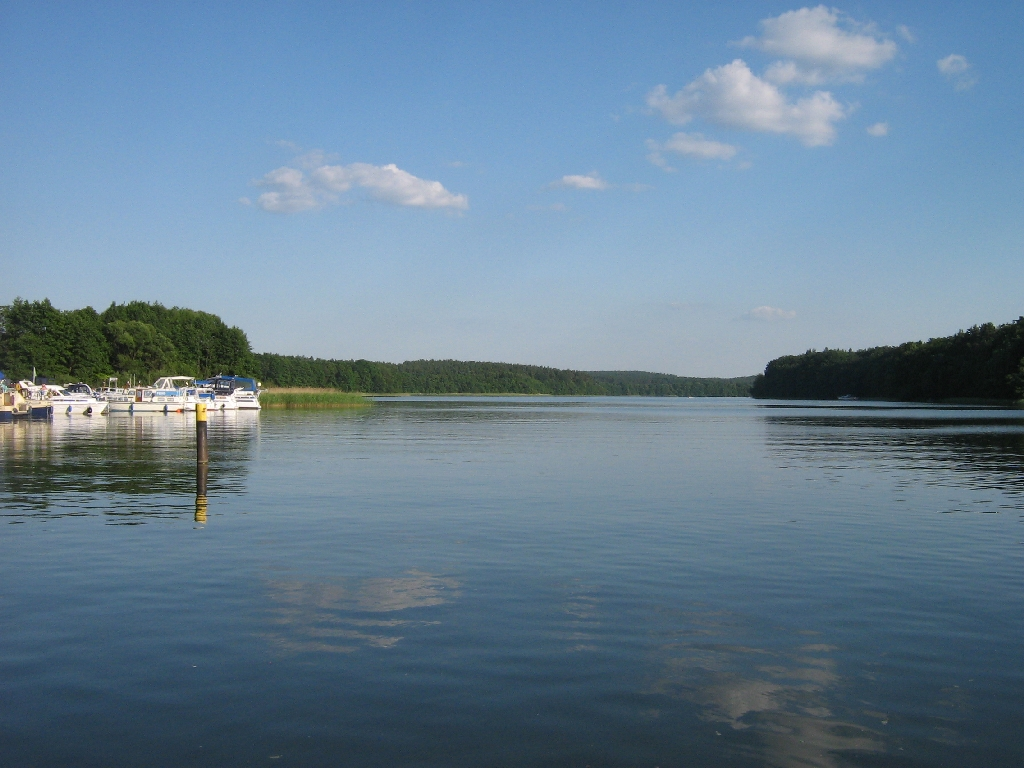
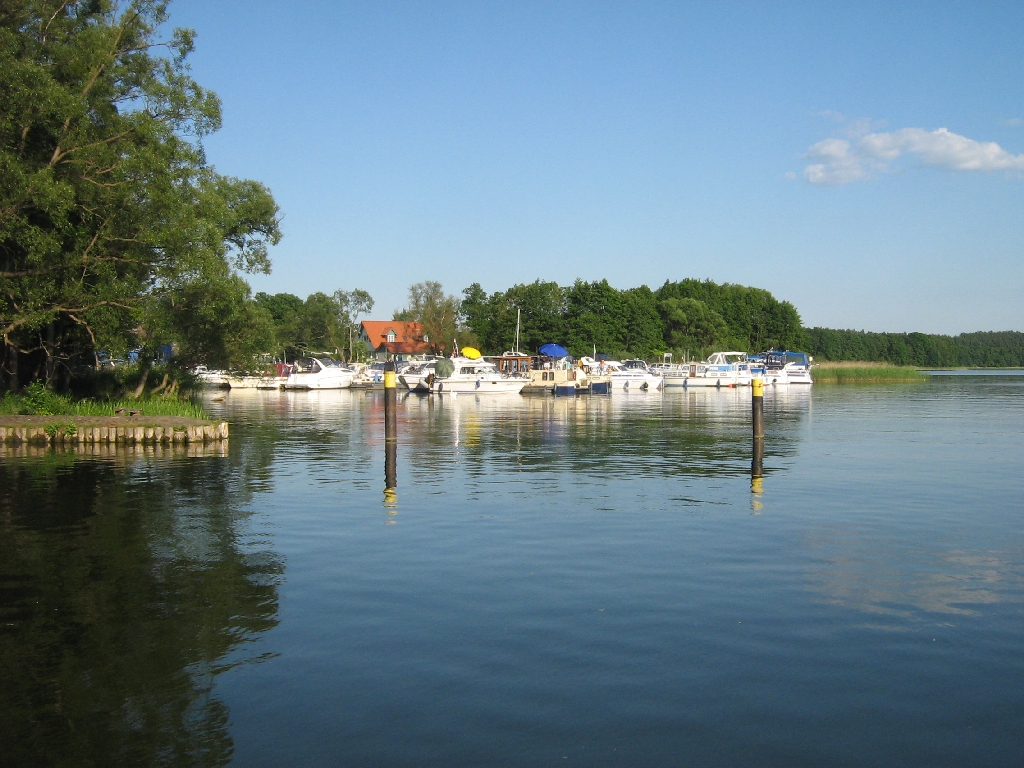
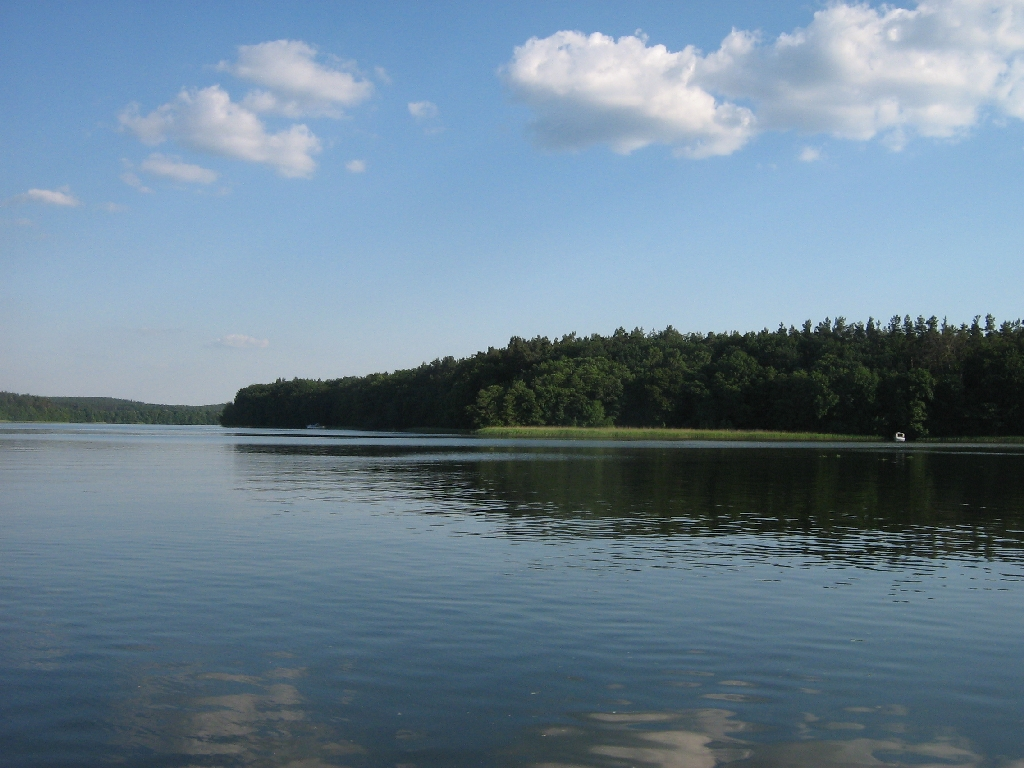